# Gebirgslandschaft mit Regenbogen
Gebirgslandschaft mit Regenbogen ist ein um 1809 entstandenes Gemälde von Caspar David Friedrich. Das Bild in Öl auf Leinwand im Format 70 cm × 102 cm befindet sich im Museum Folkwang, Essen.

## Bildbeschreibung
Das Gemälde zeigt im Vordergrund einen Wanderer auf einem von Gras bewachsenen Bergplateau, der an einem zur Seite gekippten Felsen lehnt, sich auf einen Stock abstützt und seinen Zylinder abgelegt hat. Er ist auffällig mit weißen Hosen und einem roten Hemd bekleidet, wirkt vor der durchweg braun-grauen Bildtönung als starker Kontrast. Die Kleidung ist im historischen Kontext die eines Städters. Die Berglichtung wird von Laubbäumen oder Sträuchern gerahmt, die sich zur Mitte neigen. Der Wanderer blickt in eine nicht abschätzbare Schlucht, deren Grund von Nebel bedeckt scheint. Die links und rechts aufsteigenden Berge sind mit Tannenwäldern bewachsen. In die Tiefe des Mittelgrundes staffelt sich silhouettenhaft ein Mittelgebirge mit einem zentralen hohen Bergkegel, in nächtlicher Dunkelheit ohne erkennbare Binnenzeichnung. Den Himmel bedecken dichte düstere Wolken. Durch eine Wolkenlücke leuchtet kaum erkennbar der Mond mit silbernem Licht. Über den Bergkegel spannt sich ein heller Regenbogen in den Farben Grau und Gelb.

## Bild und Natur

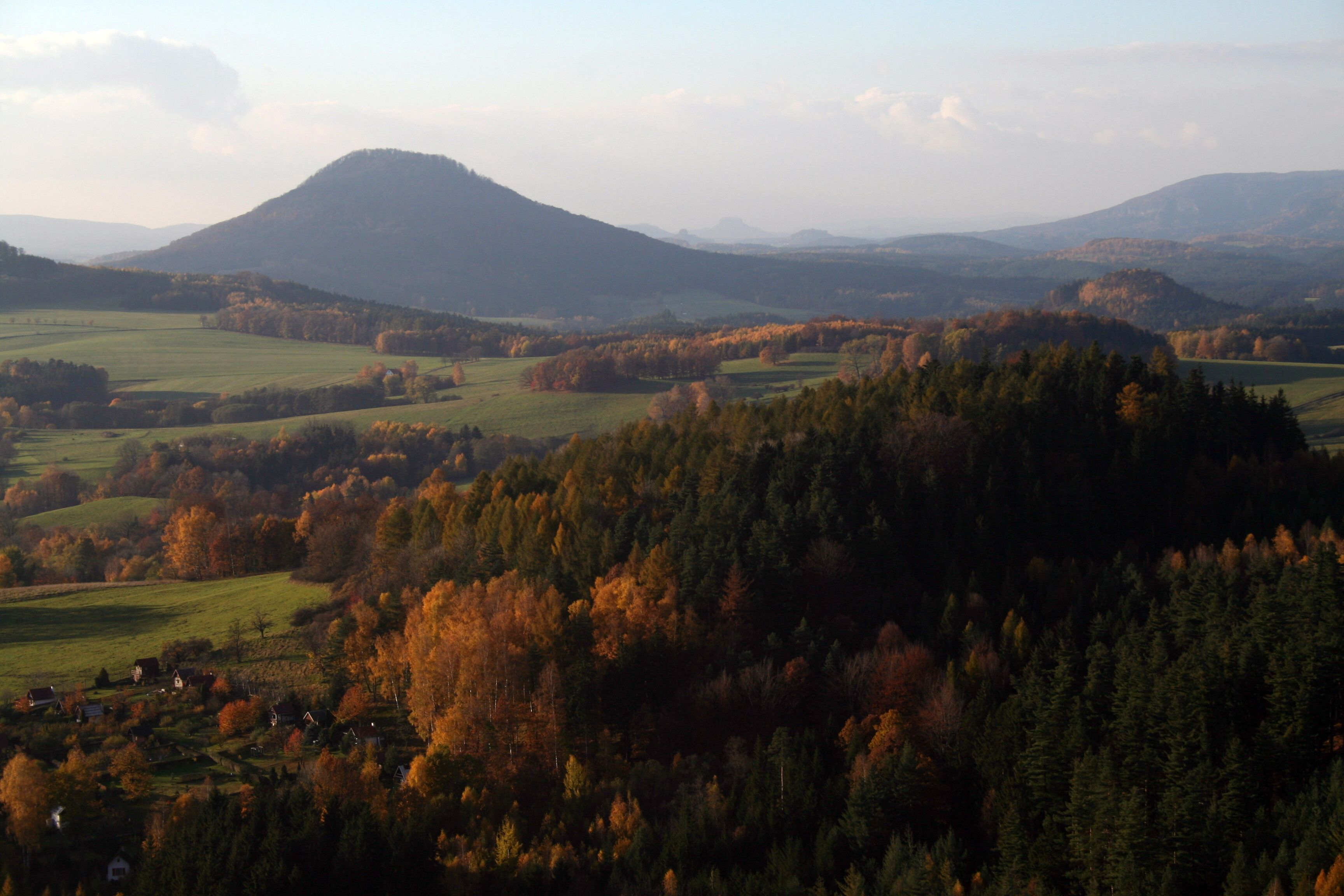
Růžovský vrch (Rosenberg), vom Noldenberg gesehen

Das Bild ist als Fantasieort komponiert. Dennoch lassen sich die Bildelemente durch die verwendeten Zeichnungen verschiedener Landschaften aus unterschiedlichen Zeiten zuordnen. Bei dem hohen Berg im Hintergrund handelt es sich um den 619 Meter hohen Rosenberg mit fast kreisrunde Kegelform in der Böhmischen Schweiz vom Aussichtspunkt Kanapee über dem Prebischtor aus gesehen, der auf einer Wanderung im Jahr 1808 gezeichnet wurde. Friedrich hat diesen Berg auch in dem Gemälde Der Wanderer über dem Nebelmeer verwendet. Bei den Sträuchern links und rechts ist die Herkunft, trotz vorhandener Zeichnungen, unbekannt. 

## Struktur und Ästhetik
Die Landschaft ist mit einem überdehnten Blickwinkel erfasst. Das Schema der symmetrischen Komposition scheint mathematischen Regeln zu folgen. Der Gipfel des hohen Berges in der Bildmitte liegt im Schnittpunkt der Bilddiagonalen. Die wellige Horizontlinie teilt das Bild im Verhältnis des Goldenen Schnitts. Der Krümmung des Regenbogens antwortet ein angedeuteter Linienverlauf im unteren Teil des Bildes, so dass Vorder-, Mittel- und Hintergrund von einer Ellipsoid-Form umfasst werden. Etwa auf der Mittelachse befinden sich die Spitze des höchsten Berges und die Gestalt des Wanderers, die somit beide aufeinander bezogen sind. Die Blickrichtung des Wanderers hebt die räumliche Diskontinuität des Bildes auf und stellt die Beziehung zwischen Nähe und Ferne her, wenngleich die Schlucht als Raumsperre gesehen werden kann. Die Komposition ist in dem für Friedrichs Gemälde typischen Dreitakt ineinander übergehender horizontaler Streifenräume angelegt, eine für die Ikonisierung der Landschaft bedeutsame Struktur. Der Wanderer erscheint durch sein abgewandtes Gesicht als Rückenfigur, die die Räumlichkeit des Bildes verstärkt.

## Bilddeutung
Augenscheinlich ist in dem Gemälde, ähnlich wie beim etwa zur selben Zeit entstandenen Mönch am Meer, ein einsamer Mensch mit der übermächtigen Natur konfrontiert. Mit dieser Beschreibung erschöpfen sich die wesentlichen Gemeinsamkeiten in den unterschiedlichen Interpretationen.

### Religiöses Sinnbild
In der Deutung als persönliches religiöses Bekenntnis (Helmut Börsch-Supan) lehnt sich der Wanderer an den Felsblock als Symbol des Glaubens, der hohe Berg sei in seiner Abstraktheit ein Gottessymbol hinter dem Tal des Todes, das der Wanderer durchqueren muss, um zum Ziel seines Weges zu gelangen. Der abgelegte Hut wird als Demutsgeste gesehen. Der Regenbogen wölbt sich darüber als Zeichen des Friedens. Karl-Ludwig Hoch hält die Bergdarstellung Friedrichs für eine Art Nachfolge des Bergglaubens, vor allem weil der Maler ein vertrautes Gebirge des Dresdner Umlandes ins Bild holt. Die Dominanz des hohen Bergs und die Abgründigkeit des Tals seien Sinnbild für Höhen und Tiefen des Lebens.

### Motiv-Paare

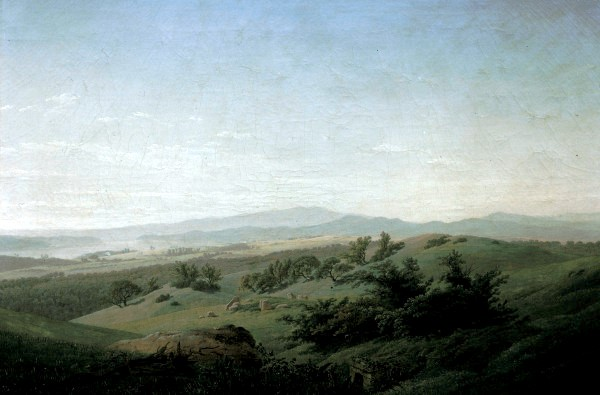
Caspar David Friedrich: Landschaft mit See, (Böhmische Landschaft), 1810

Hubertus Gaßner reduziert die Bildidee weitgehend auf ein technisches Experiment, in dem versucht wird, Tag und Nacht als Pole und Gegensatz in einem einzigen Bild zur Einheit zu bringen, wie das der Maler später mittels unterschiedlicher Anleuchtung bei seinen Transparentbildern realisiert. Wobei hier in der paradoxen Konstruktion der Mond hinter den Wolken die Nachtbeleuchtung im Hintergrund und eine unsichtbare Sonne den Vordergrund erhelle. Helmut Börsch-Supan erkennt dann doch in der Gebirgslandschaft mit Regenbogen nur den Abend eines Bildpaares, zu dem die Landschaft mit See als der Morgen gehöre. Peter Märker findet für dieses Bildpaar auch noch historisch intendierte Bedeutungsschichten. Beim Abendbild sind das die Aneinanderreihung von Gegenwart und Zukunft, das Gebirge als Symbol sowohl des vergangenen mittelalterlichen als auch des zukünftigen Christentums.

### Tageszeit und Regenbogen
Diskutiert werden zu dem Bild neben der Datierung hauptsächlich die dargestellte Tageszeit. Meist ist eine nächtliche Landschaft favorisiert. Die Naturerscheinung auf dem Gemälde irritierte bereits Friedrichs Zeitgenossen, wie den Herzog von Sachsen-Gotha-Altenburg, der von einem Regenbogen sprach, der „wie eine Conditor-Arbeit“ aussehe. Erstmals erkannte 1931 Heinz Köhn einen Mondregenbogen und wird damit bis heute oft zitiert. In anderen Interpretationen ist dieser Regenbogen durch „die tiefstehende Sonne vor schwarzem Gewitterhimmel“ erzeugt. Helmut Börsch-Supan erklärt die Widersprüchlichkeit in den Beleuchtungsverhältnissen damit, dass das Bild als Nachtbild angelegt war und dann um einen Regenbogen symbolisch bereichert wurde, als Ausdruck der Versöhnung des Menschen mit Gott. Wieland Schmied vermutet in der unwirklichen Inszenierung die Stunde zwischen Tag und Nacht, in der der Mond hinter den Wolken zu ahnen ist, aber noch verspätetes Sonnenlicht den Wanderer erreicht. Die Botschaft des Bildes sei: auch mitten im Leben ist der Tod an unserer Seite, nur einen Schritt weit von uns entfernt.

### Theologie

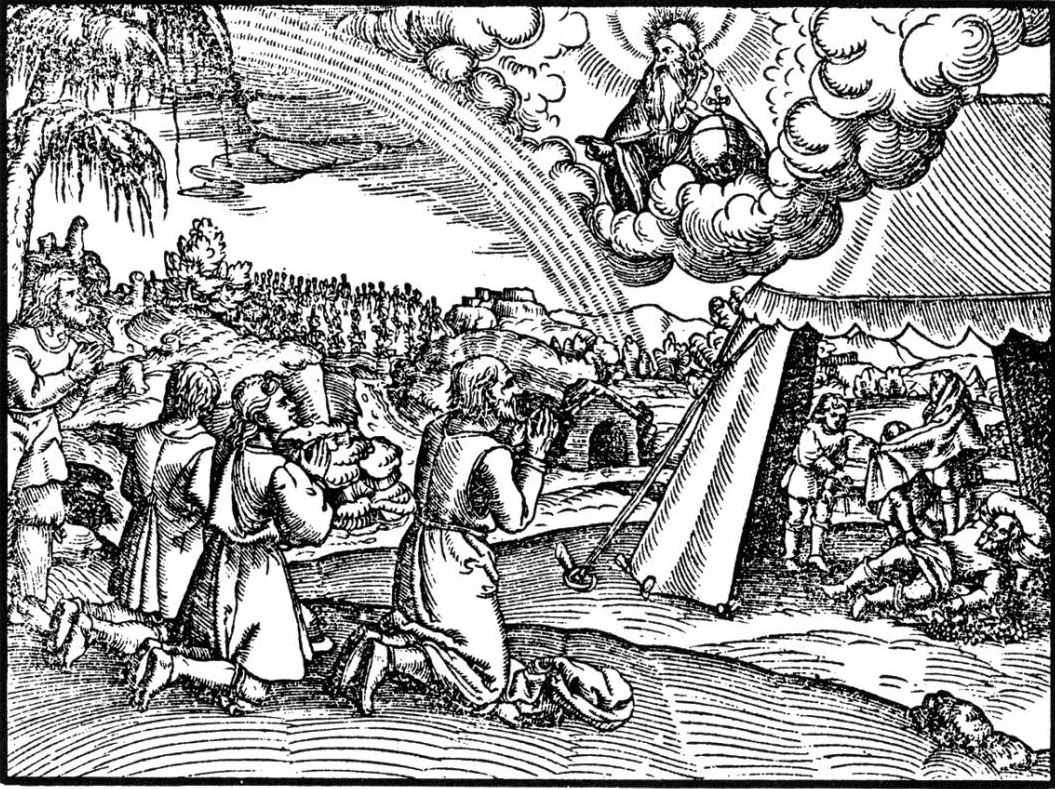
Gottes Segen über Noah und seine Söhne; der Regenbogen als Zeichen des Bundes (Gen 9,1–17 EU)

Wird der Regenbogen hier nicht als Naturphänomen, sondern als religiöses Symbol gesehen, stellt sich die Frage der theologischen Interpretation. So wie Friedrich den hohen Berg in der Ferne arrangiert hat, wie auch in dem Bild Kreuz mit Regenbogen (1816), ist wohl der Verweis auf Gott gemeint, im alttestamentlichen Sinn der Berg als Ort der Gottesbegegnung. Nach den Äußerungen des Malers zum Regenbogen bezieht er sich offenbar auf das Alte Testament, 1. Buch Mose 9 , in dem der Regenbogen ein Zeichen des Bundes ist, den Gott mit Noah und den Menschen schloss, als Zeichen des Friedens zwischen Mensch und Gott.

„Der liebe Gott lässt zwar seine Sonne scheinen über gerechte und ungerechte und spannt den Bogen der Gnade aus über die ganze Erde; will aber der Mahler und überdies bei den Unvollkommenheiten er Mittel so ihm zu gebothe stehen, einen Regenbogen darstellen, so muß er auch diese himmlische Erscheinung über eine den erhabenen Gegenstand würdige Landschaft ausspannen, und nicht wie XXX hier über ein paar wohlbekannte Bierkneipen erscheinen lassen. Es soll hier keineswegs gesagt sein: daß es unbedingt eine ganz besondere Gegend sein müsse, etwa eine große Schweitzerpartie oder das unbegränzte Meer, sondern ein bloßes Kornfeld wehre hinreichend oder sonst ein einfacher aber nur würdiger Gegenstand.“

### Bild der Verlassenheit

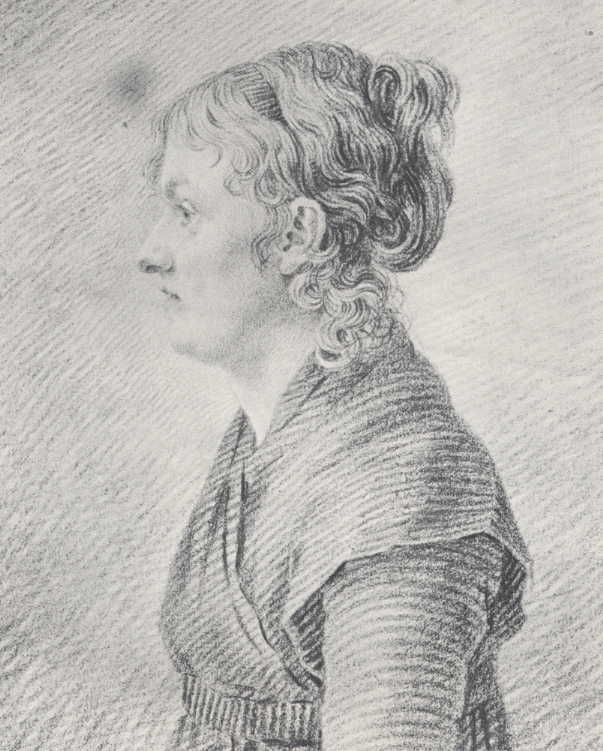
Caspar David Friedrich: Catharina Dorothea Sponholz, um 1798

Die im Vordergrund dargestellte Gestalt wurde schon früh als ein Selbstbildnis des Malers erkannt. Identifiziert sei der Maler durch den runden Kopf und das blonde Haar. Diese Ansicht ist bis heute unwidersprochen. In der Interpretation gilt das Augenmerk auch der auffällig roten und weißen Kleidung des Mannes. Friedrich kleidete sich stets in ein dunkles Tuch.

### Philosophische Interpretation

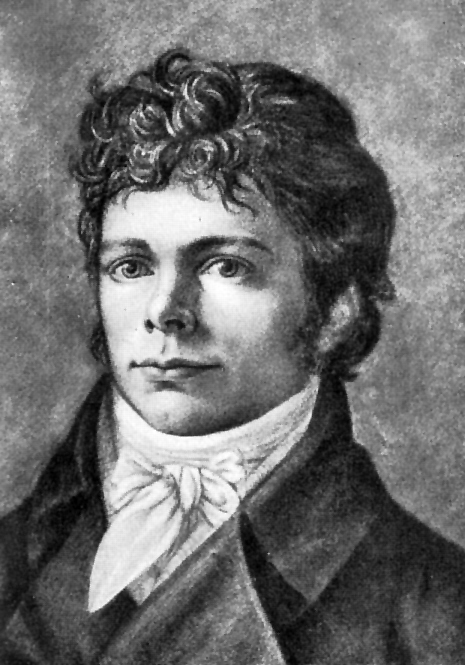
Friedrich Wilhelm Schelling

Otto von Simson verweist mit seinem Deutungsansatz auf die Komposition der „Schwelle“ und versucht das dargestellte „Schwellen“-Erlebnis mit den Begriffen der Existenzialontologie Martin Heideggers zu verdeutlichen. Der Mensch sei wie beim Mönch am Meer als unendlich Kleines der Unermesslichkeit des Kosmos den Mächten der Natur auf einer engen Schwelle seiner irdischen Existenz ausgesetzt.

„Die Charakteristik des existenzial entworfenen eigentlichen Seins zum Tode läßt sich dergestalt zusammenfassen: Das Vorlaufen enthüllt dem Dasein die Verlorenheit in das Man-selbst und bringt es vor die Möglichkeit, auf die besorgende Fürsorge primär ungestützt, es selbst zu sein, selbst aber in der leidenschaftlichen, von den Illusionen des Man gelösten, faktischen, ihrer selbst gewissen und sich ängstenden Freiheit zum Tode.“

Joseph Leo Koerner bezieht sich in seiner Auseinandersetzung mit der Gebirgslandschaft mit Regenbogen auf die Philosophie Schellings, wonach der Zwiespalt des Subjekts und des Objekts des Menschen im Kunstwerk überwunden wird. Mit Verweis auf die geometrische Anlage des Bildes sei die strukturale Symmetrie des Regenbogens der Idealisierung des Subjekt-Objekt-Dualismus des menschlichen Erlebens zuzuordnen. Mit der Rückenfigur als Selbstbildnis des Künstlers erscheine die ganze dargestellte Natur als Bild des inneren Erlebens des Künstlers von Ich und Welt.

## Anregung
Karl Ludwig Hoch hält es für möglich, dass Friedrich in der Darstellung der Nachtszene thematisch von populärer zeitgenössischer Literatur beeinflusst sein konnte. Dafür kämen in Frage der Künstlerroman Franz Sternbalds Wanderungen von Ludwig Tieck, der Aufsatz Ansichten von der Nachtseite der Naturwissenschaft von Gotthilf Heinrich von Schubert und der Gedichtzyklus Hymnen an die Nacht von Novalis.

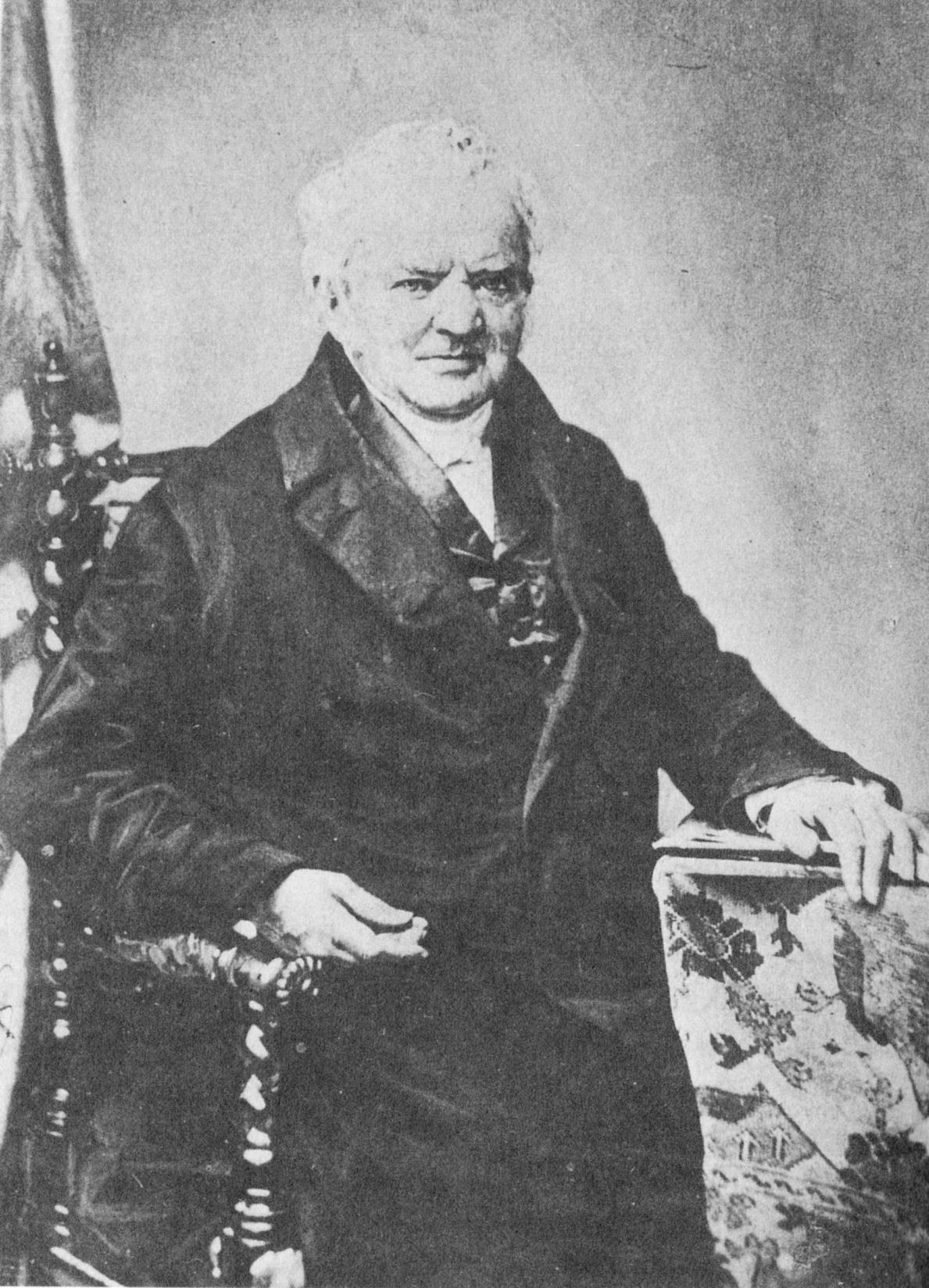
Gotthilf Heinrich von Schubert
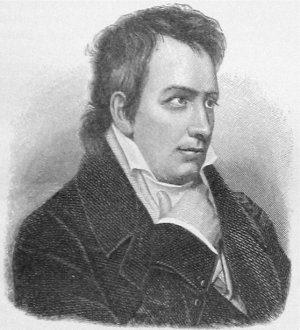
Ludwig Tieck
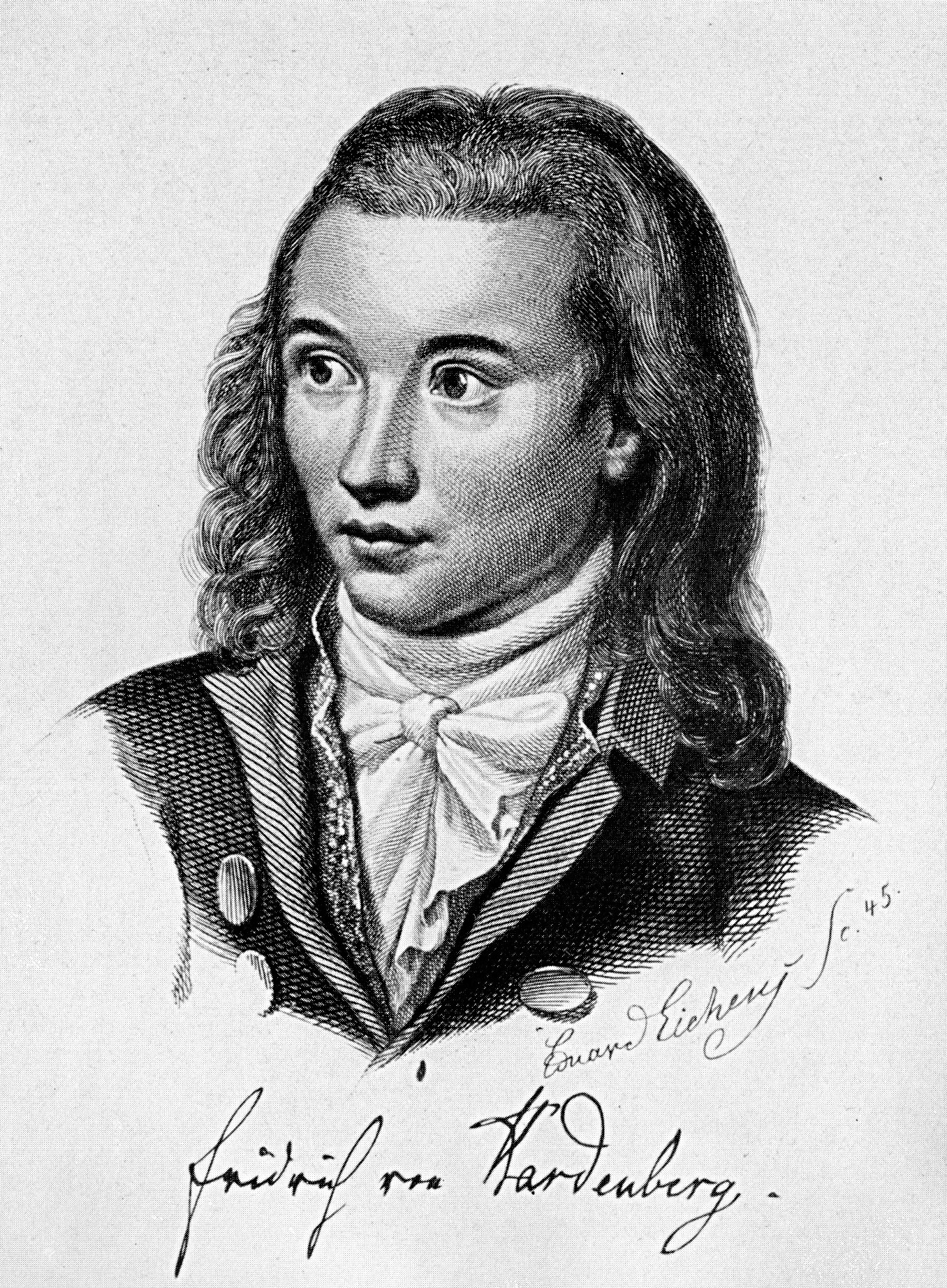
Novalis

## Skizzen
Für den hohen Berg im Hintergrund hat der Maler die Bleistiftzeichnung Landschaftsstudien vom 9./12. Mai 1808 verwendet und zwar die vierte Studie von oben. Lokalisiert ist hier der Blick vom Aussichtspunkt Kanapee über dem Prebischtor auf den nahe gelegenen Rosenberg. Der rechte Strauch ist der Zeichnung Gruppe junger Bäume vom 27. Mai 1807, und der linke Strauch der Zeichnung Bäume, Baumgruppe und Haus mit gekreuzten Giebelbalken vom 25./27. Mai 1807. entnommen. Beide Zeichnungen gehören zum Osloer Skizzenbuch von 1807, das noch vollständig erhalten ist. Das Selbstbildnis des Malers soll mit Hilfe von Georg Friedrich Kersting entstanden sein.

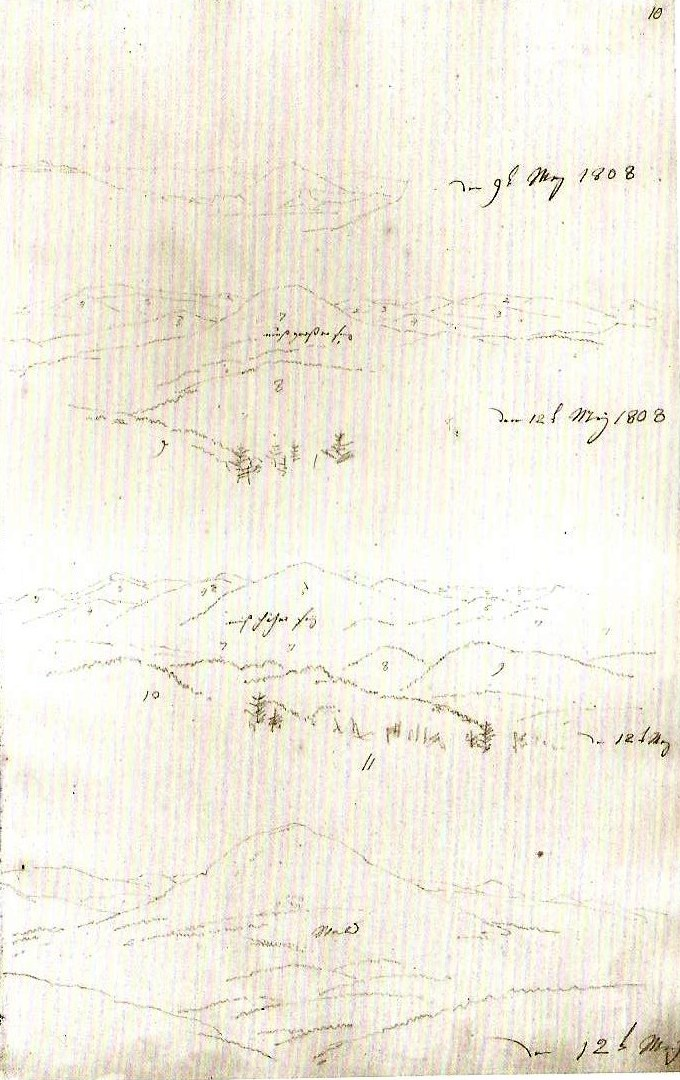
Caspar David Friedrich: Landschaftsstudien, 1808
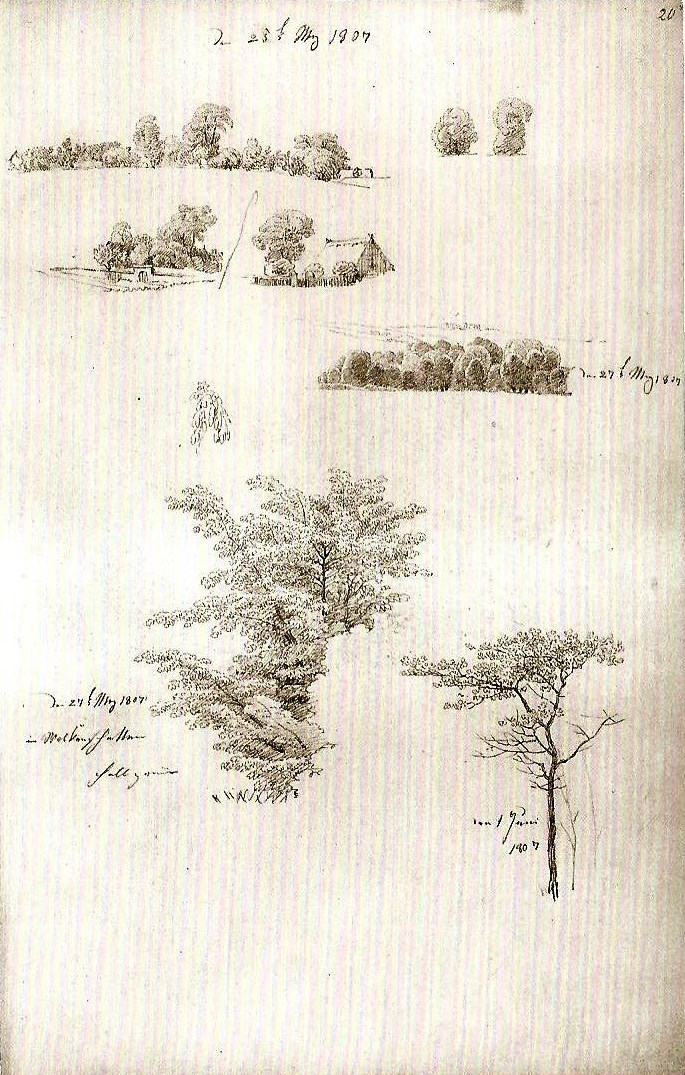
Caspar David Friedrich: Bäume, Baumgruppe und Haus mit gekreuzten Giebelbalken, 1807
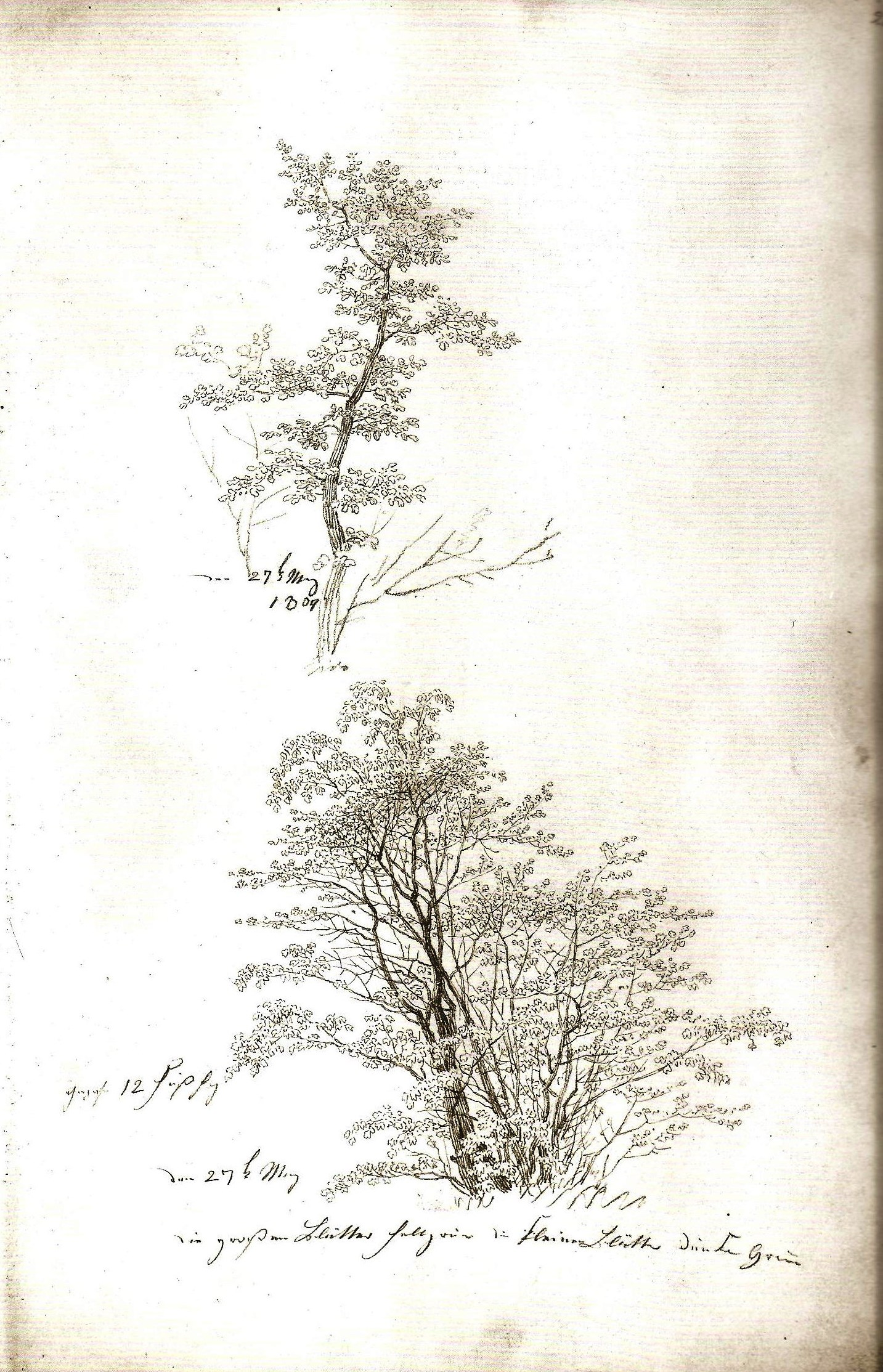
Caspar David Friedrich: Gruppe junger Bäume, 1807

## Provenienz
Das Bild wurde vermutlich 1810 vom Weimarer Herzog Karl August zusammen mit der Landschaft mit Regenbogen durch Vermittlung von Johann Wolfgang von Goethe erworben. Es war noch 1924 im Inventarverzeichnis der Kunstsammlungen zu Weimar zu finden. Nach dem Ersten Weltkrieg verkaufte der Rat der Volksbeauftragten, die Revolutionsregierung das Gemälde. Ab 1932 befand es sich bei dem Berliner Galeristen Paul Cassirer; im Ausstellungskatalog der Galerie Cassirer sind die Maße mit 69 × 88 cm angegeben, weil links ein 14 cm breiter Streifen umgeschlagen war. Von 1932 bis 1938 befand es sich in der Essener Sammlung des jüdischen Bankiers Georg Hirschland, der zwangsweise 1939 die Gebirgslandschaft mit Regenbogen neben 23 weiteren Gemälden an das Museum Folkwang verkaufen musste. 1950 erfolgte die Rückgabe des Gemäldes an die Erben Georg Hirschlands, die es als dessen Vermächtnis endgültig an das Museum Folkwang übereigneten.

## Datierung
Die Datierung des Gemäldes ist in der kunsthistorischen Literatur umstritten. Durchgesetzt hat sich die 1940 erstmals von Kurt Karl Eberlein vorgeschlagene Entstehungszeit 1809. Helmut Börsch-Supan war zunächst für eine Datierung auf 1808 vor dem Tetschener Altar, legte sich dann aber im Werkverzeichnis auf eine Fertigstellung 1810 fest. Isolierte Positionen sind die von Werner R. Deusch mit der Angabe um 1825 und die von Sigrid Hinz mit 1835.

## Naturphänomen Regenbogen

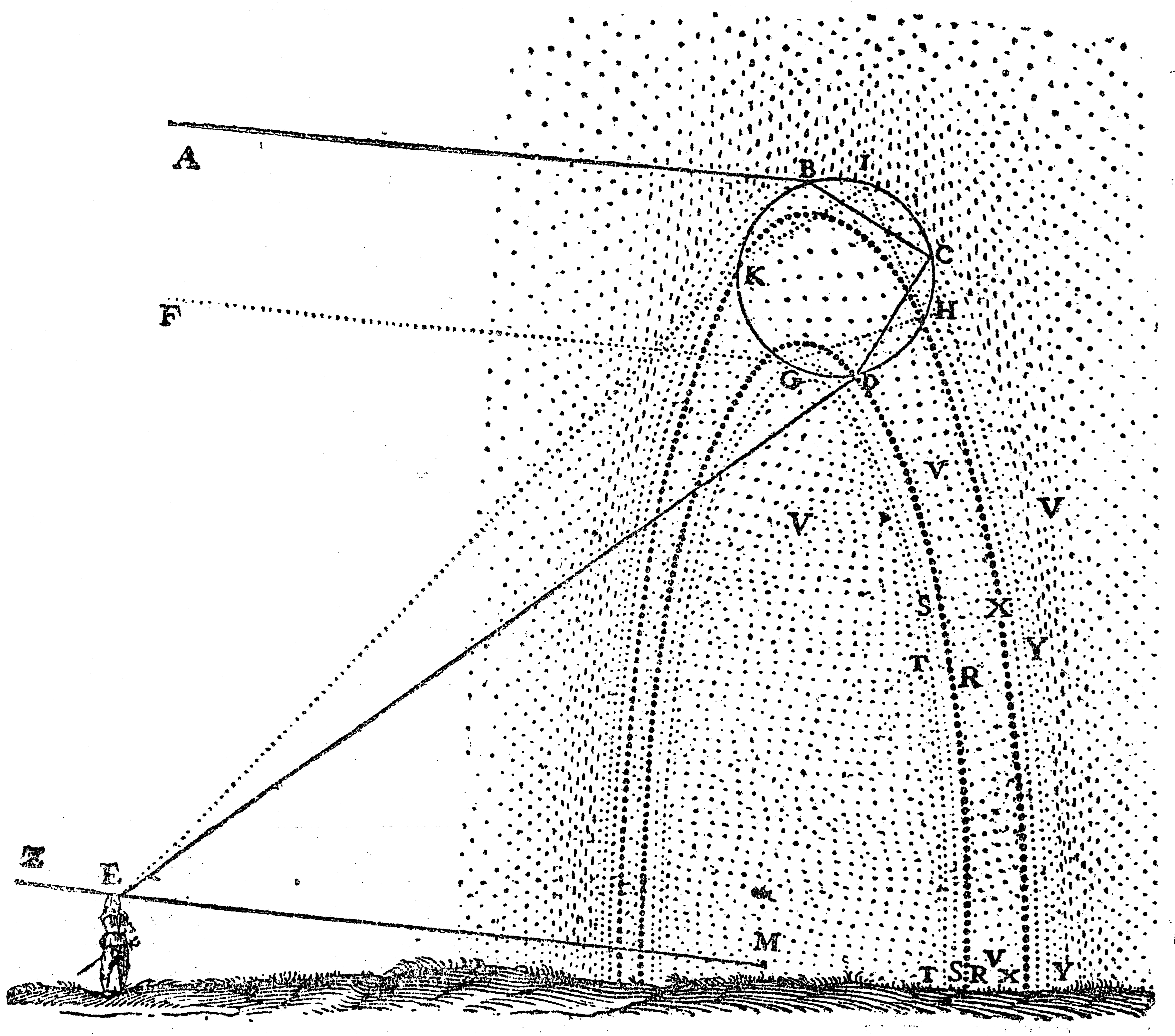
Zeichnung von Descartes zur Erklärung der Regenbogenentstehung

Das Naturphänomen Regenbogen in Friedrichs Bild wurde aus naturwissenschaftlicher Sicht diskutiert. Für die Bildkomposition relevant ist die Position der Sonne zum Betrachter. Die müsste im Rücken des Wanderers scheinen, denn der Beobachter des Regenbogens befindet sich in der Spitze des angenommenen Kegels, dessen Achse von der Sonne durch den Beobachter zum Sonnengegenpunkt führt. Damit ist ausgeschlossen, dass sich die Sonne hinter den Wolken befindet. Die Interpretation des abgebildeten Regenbogens als Mondregenbogen, der aufgrund seiner Lichtschwäche in aller Regel weiß erscheint, erfordert ein starkes Mondlicht. Bei klarer Luft und ausgeprägtem Vollmond können die Regenbogenfarben sichtbar werden. Ein Mondregenbogen würde jedoch eine andere Blickrichtung des Wanderers bedingen, wenn die Lichterscheinung in einem sinnvollen Verhältnis zum Bildgeschehen stehen soll.

## Einordnung im Gesamtwerk

Caspar David Friedrich: Landschaft (Rügen) mit Regenbogen, 1810, gilt seit 1945 als verschollen, zuletzt Klassik Stiftung Weimar im Auslagerungsort Schloss Schwarzburg

Das Gemälde ist in der zeitlichen Nähe zum Meeresstrand mit Fischer und zum Mönch am Meer entstanden nimmt ebenfalls das Motiv einer relativ kleinen Rückenfigur vor der übermächtigen Natur auf. Es ist die erste Rückenfigur bei Friedrich, mit einer in die Tiefe führende Blickfunktion. Eine weitere Parallele bietet die Interpretation eines Abgrundes des Todes, die thematisch ebenfalls dem Holzschnitt Die Frau mit dem Raben am Abgrund, der auf eine Zeichnung von 1801 zurückgeht, unterstellt werden kann. Die Gebirgslandschaft mit Regenbogen gehört zu einer Werk-Gruppe, in der ein Regenbogen symbolisch als Zeichen der Versöhnung des Menschen mit Gott und als Brücke vom Irdischen zum Überirdischen Verwendung findet. Dazu gehören die Landschaft mit Regenbogen (1810), das verschollene Gemälde Mein Begräbnis (1803), das Kreuz vor Regenbogen im Gebirge (1816) und Die Kathedrale (1818).

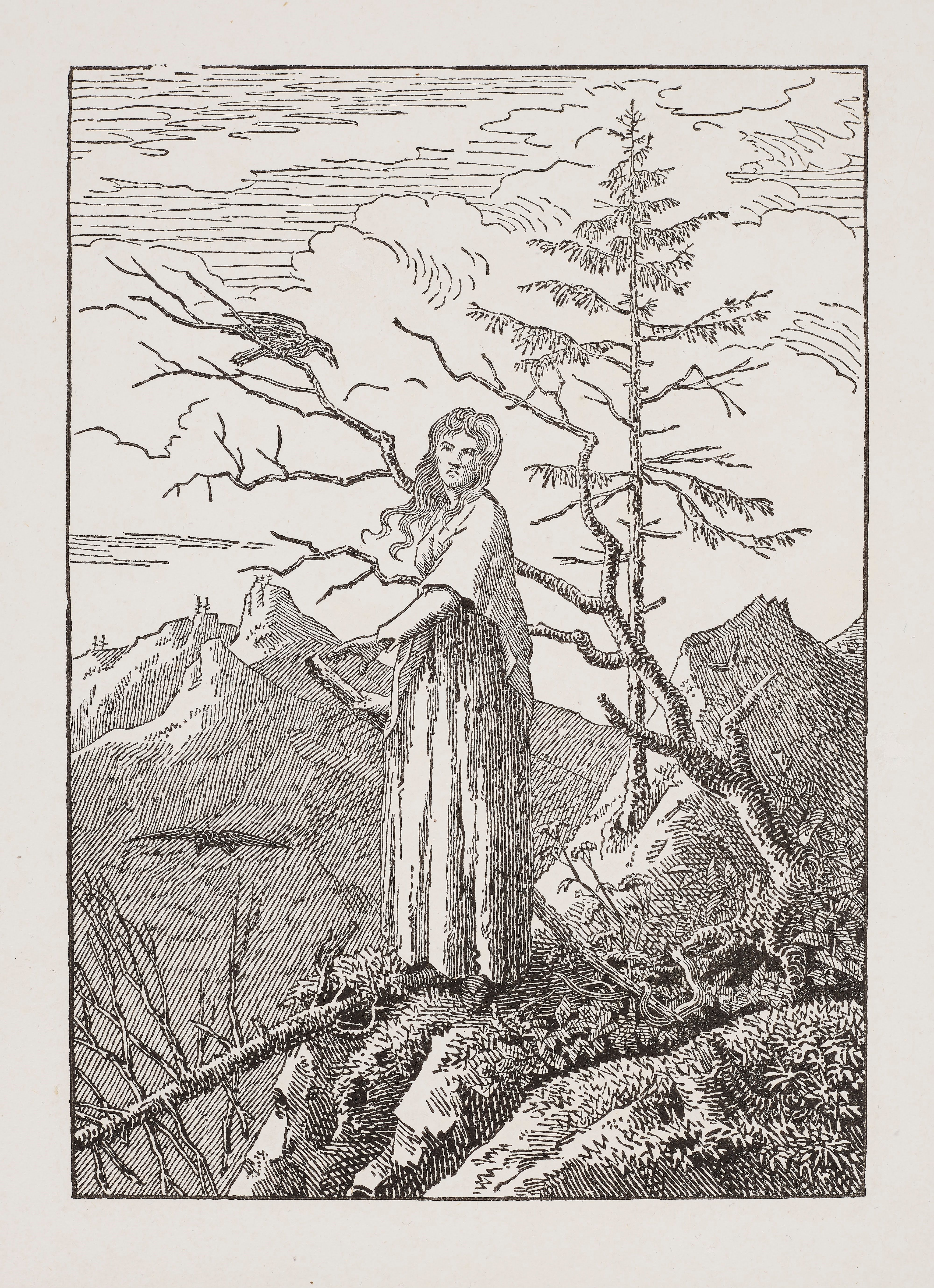
Caspar David Friedrich: Frau mit Rabe am Abgrund, 1803
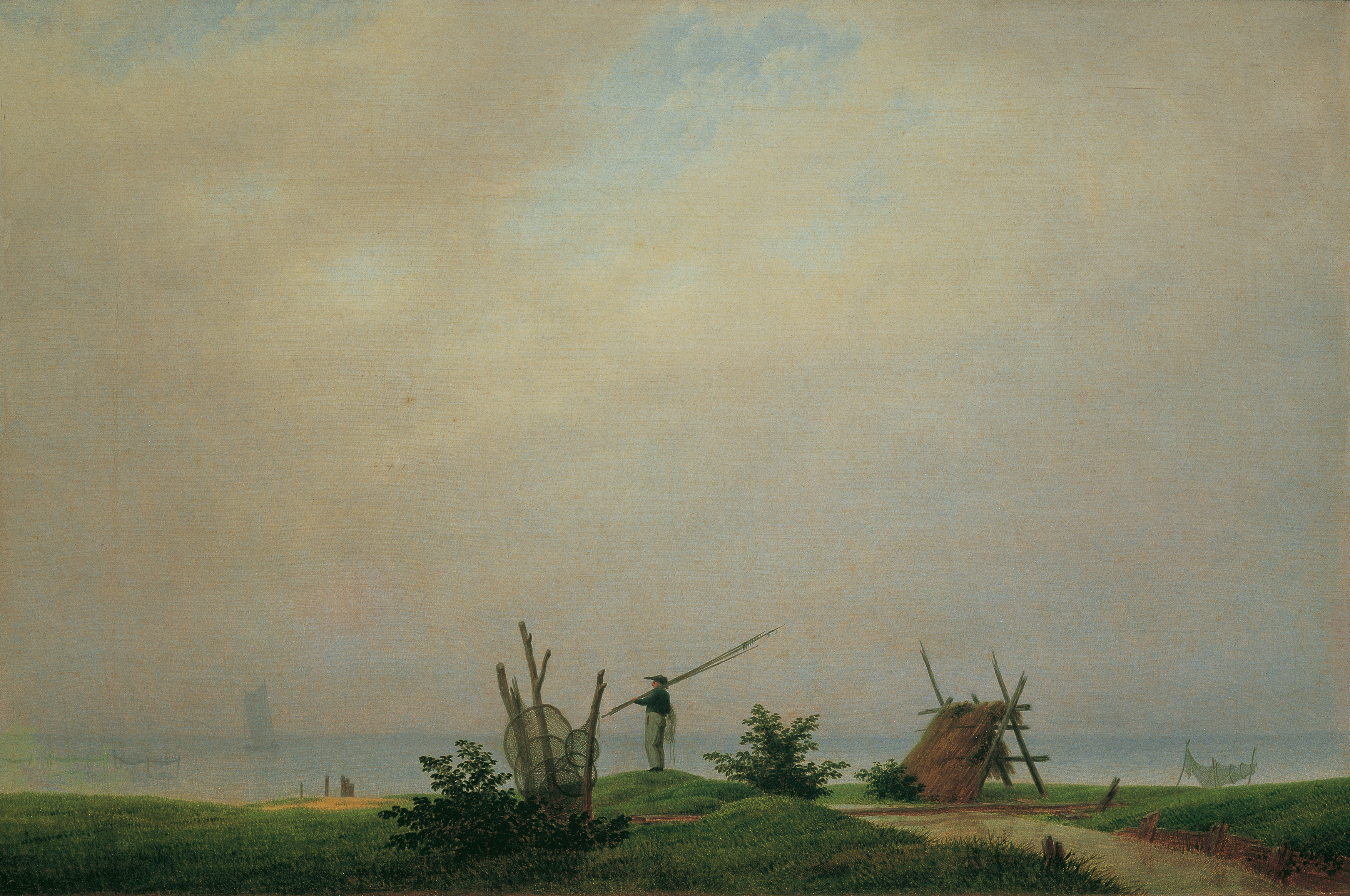
Caspar David Friedrich: Meeresstrand mit Fischer, 1807
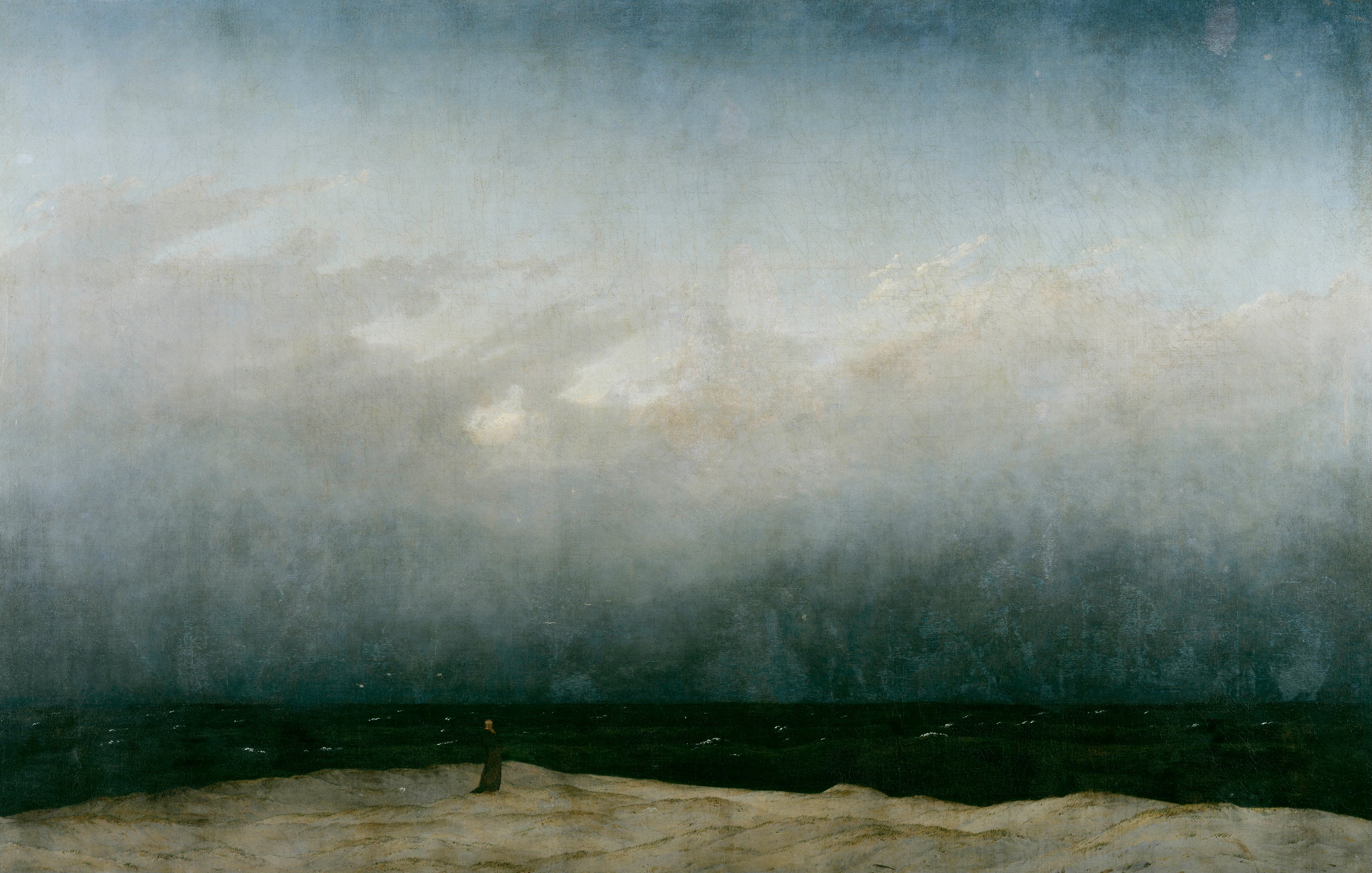
Caspar David Friedrich: Der Mönch am Meer, 1808–1810
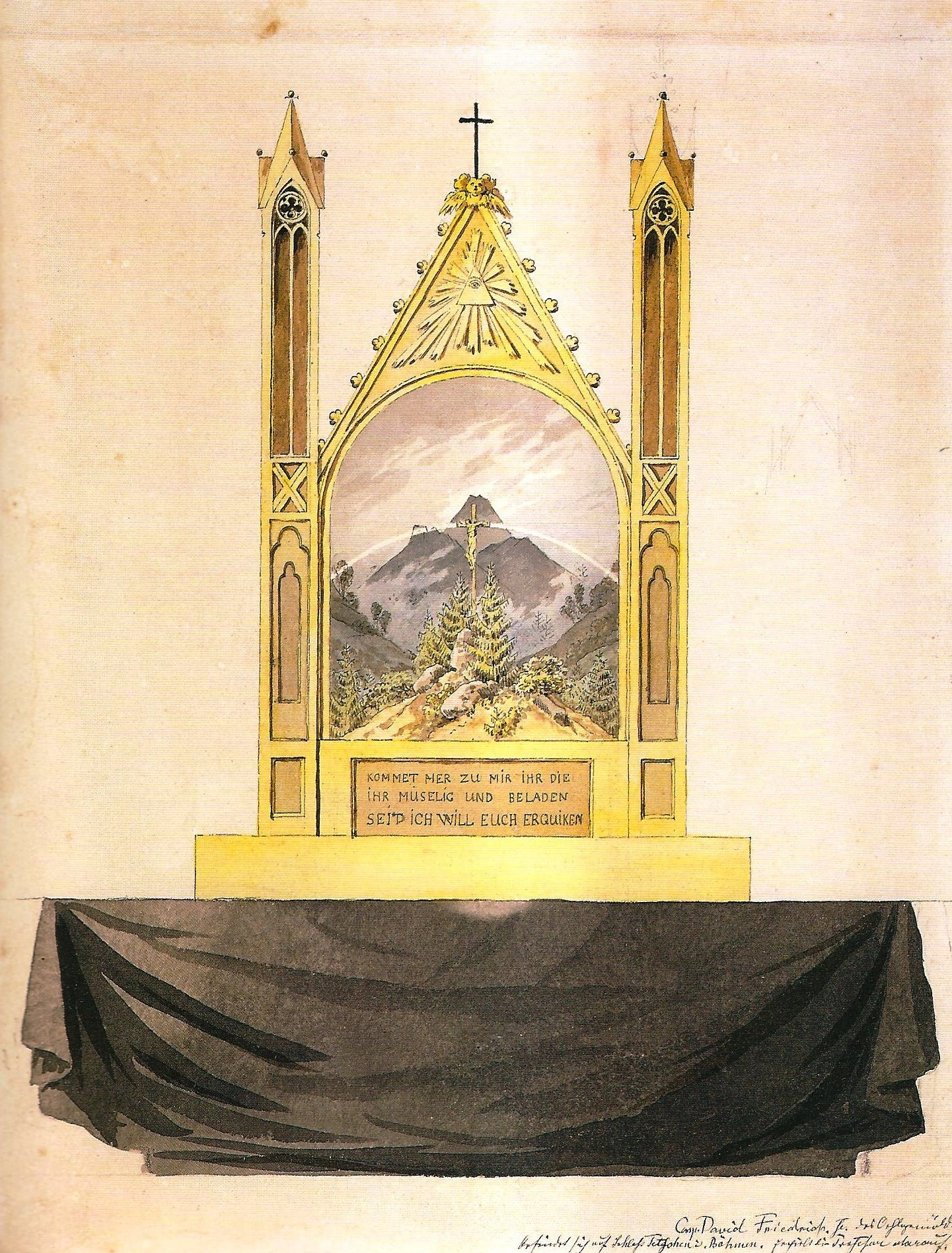
Caspar David Friedrich: Kreuz mit Regenbogen, 1816
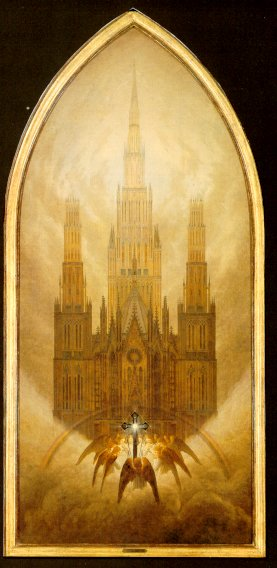
Caspar David Friedrich: Die Kathedrale, 1818

## Rezeption
Ein Ausschnitt des Gemäldes wird für das Buchcover für das Sachbuch Romantik. Eine deutsche Affäre von Rüdiger Safranski verwendet. Der Buchtext nimmt keinen Bezug auf Gebirgslandschaft mit Regenbogen, verwendet das Bild als Ikonisierung der Romantik als Inbegriff des deutschen Geistes. 2013 verwendete Thomas Schultz-Overhage bei der Umschlaggestaltung der Ausgabe von Ludwig Tiecks Franz Sternbalds Wanderungen. Eine altdeutsche Geschichte des Verlages Hofenberg eine Abbildung der Gebirgslandschaft mit Regenbogen.

## Barocke Emblematik
Friedrich steht mit der Gebirgslandschaft mit Regenbogen deutlich in der barocken Emblemtradition. Gestalterisch vergleichbar ist das Bild mit der Illustration Iris/der Regenbogen von Jan Luikens in Johann Christoph Weigels Emblembuch Ethica Naturalis aus dem Jahr 1700. Den Regenbogen über einer mythologischen Landschaft findet man aber auch bereits bei Peter Paul Rubens’ Gemälde Juno und Argus (um 1610) oder im Bild Seelenfischer (1614) von Adriaen Pietersz. van de Venne. In der Romantik ist Friedrich mit seinem Motiv nicht allein. Der Nazarener Joseph Anton Koch malte 1805 seine Heroische Landschaft mit Regenbogen und die Landschaft mit dem Dankopfer Noahs, Karl Friedrich Schinkel 1815 die Mittelalterliche Stadt am Fluss. Die Verwendung des Regenbogens in der Kunst der Romantik war ebenfalls beeinflusst durch die Farbenlehre Goethes und Philipp Otto Runges.

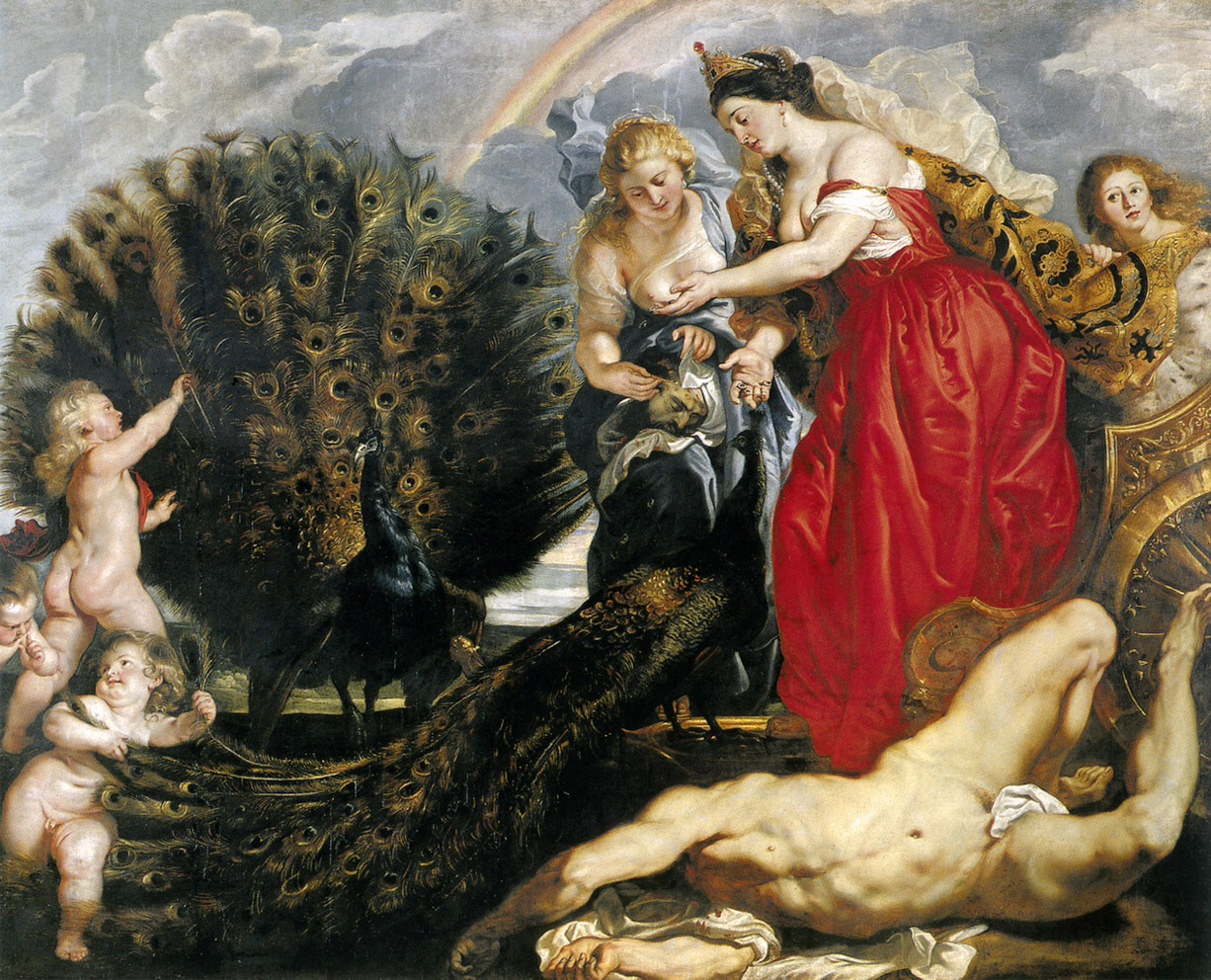
Peter Paul Rubens: Juno und Argus, um 1610
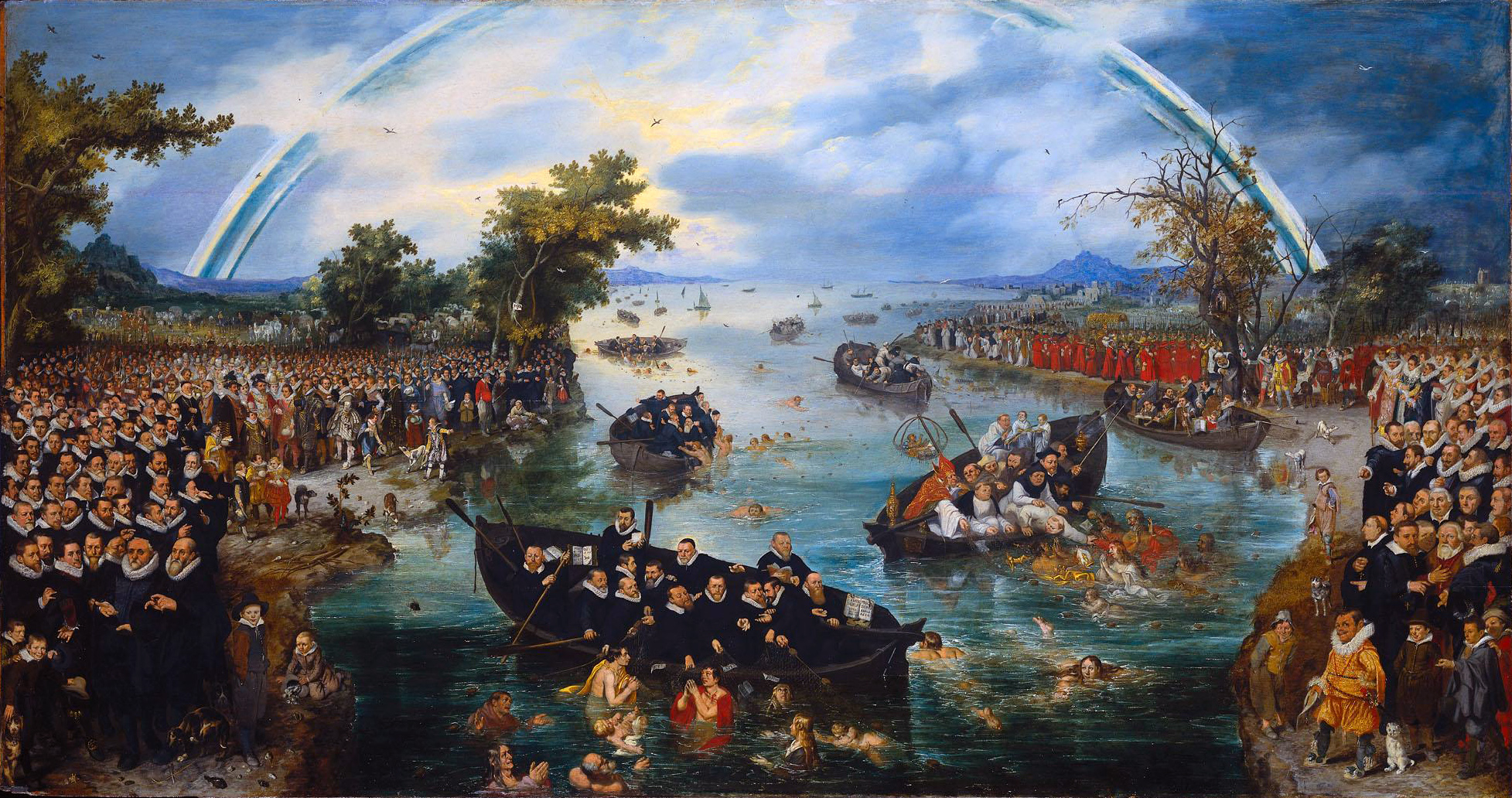
Adriaen Pietersz. van de Venne: Die Seelenfischerei, 1614
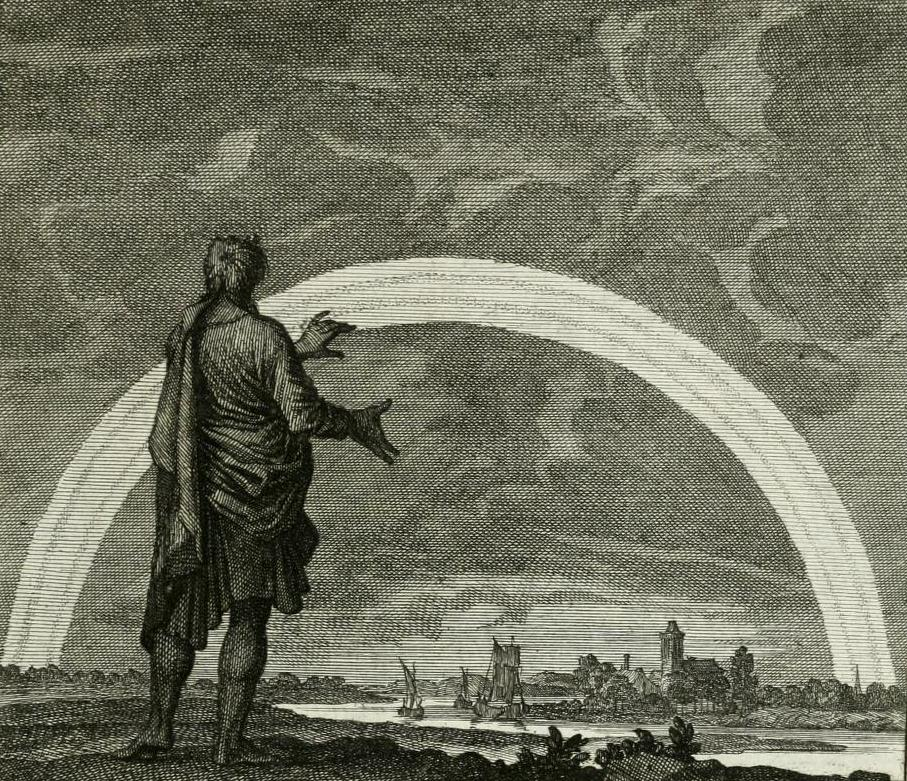
Jan Luikens, Christoph Weigel: Iris/Regenbogen, Kupferstich, 1700
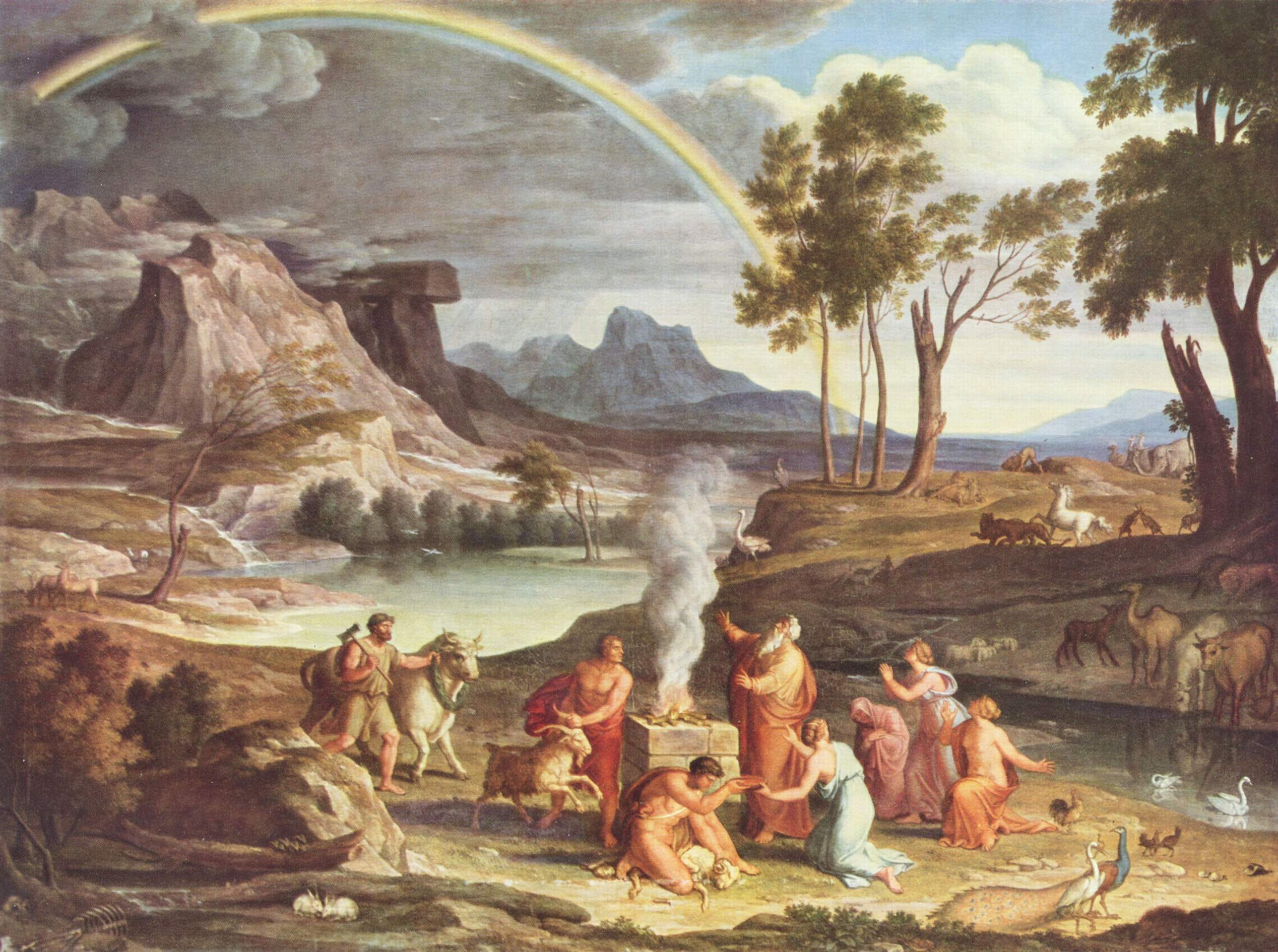
Joseph Anton Koch: Landschaft mit dem Dankopfer Noahs, 1803
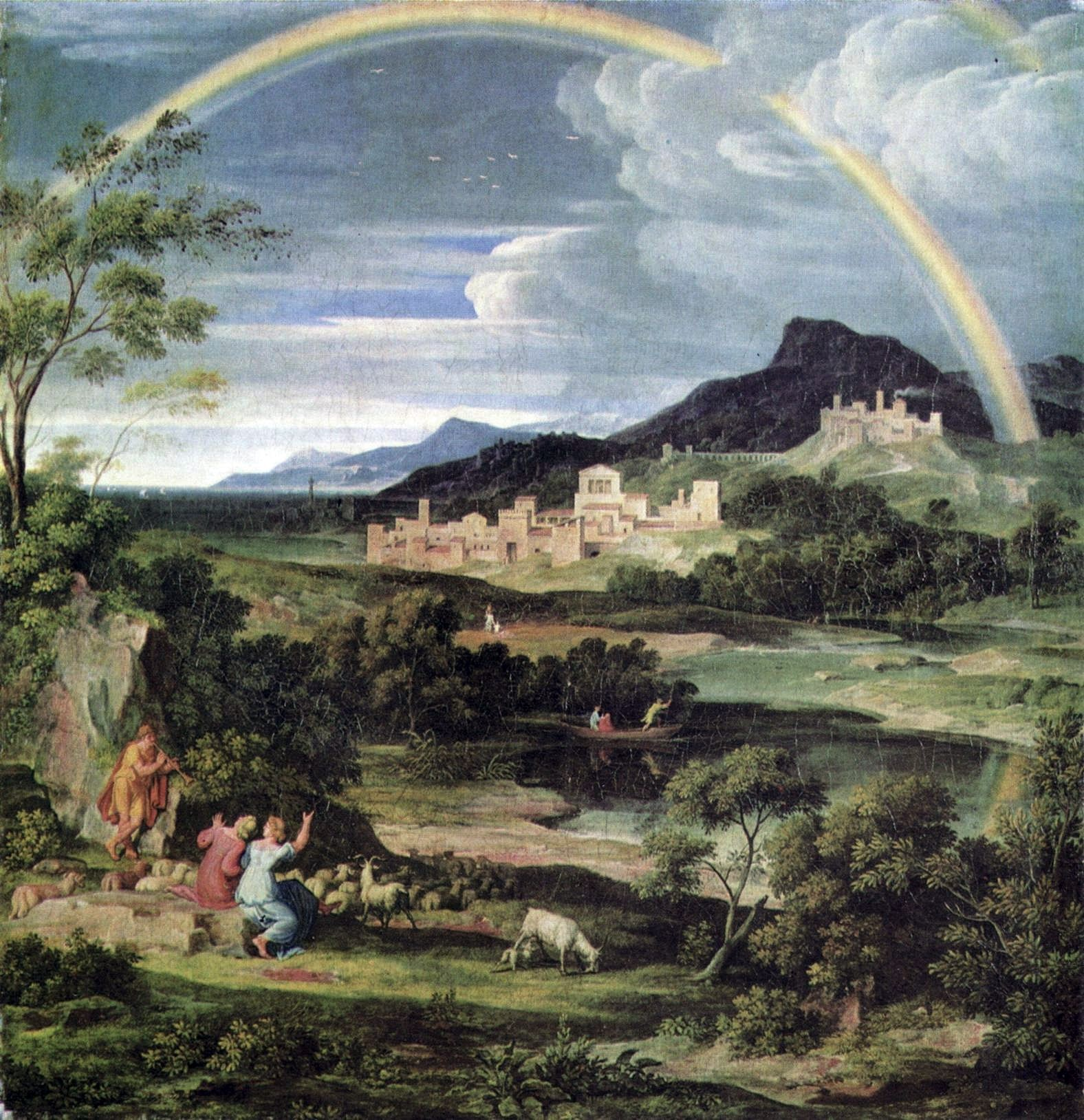
Joseph Anton Koch: Heroische Landschaft mit Regenbogen, 1805
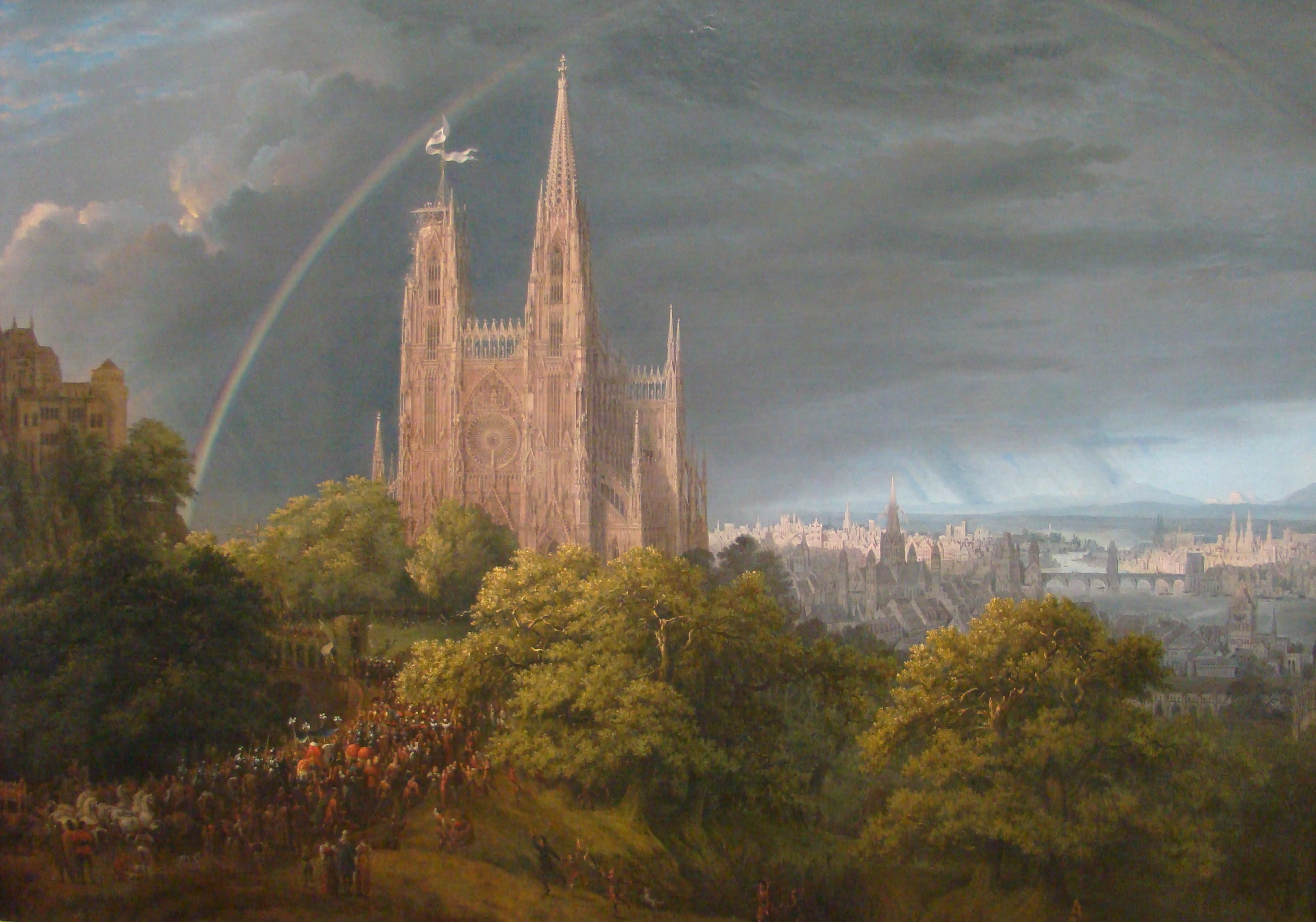
Karl Friedrich Schinkel Mittelalterliche Stadt am Fluss, 1815